# Carte de Jourdain
La carte de Jourdain, aussi parfois appelé le paradoxe Skywalker, est une variante du paradoxe du menteur, qui n'est pas auto-référentiel. Ce paradoxe a été inventé par Philip Jourdain. Il est également connu comme le paradoxe de la carte.

## Le paradoxe
Supposons qu'il y ait une carte, avec de chaque côté :
| Recto: | La phrase de l'autre côté de cette carte est VRAIE.  |
| Verso: | La phrase de l'autre côté de cette carte est FAUSSE. |

Essayer d'assigner une valeur de vérité à l'une de ces faces conduit à un paradoxe.
1. Si la première affirmation est vraie, alors la seconde l'est aussi. Mais si la seconde affirmation est vraie, alors la première affirmation est fausse. Il en résulte que, si la première affirmation est vraie, alors la première affirmation est fausse.
2. Si la première affirmation est fausse, la seconde affirmation est fausse. Mais si la deuxième affirmation est fausse, alors la première affirmation est vraie. Il en résulte que si la première affirmation est fausse, alors la première affirmation est vraie.

On pourrait refaire le même raisonnement à partir de la seconde affirmation. Aucune de ces affirmations n'utilise l'auto-référence. À la place, nous avons affaire à une référence circulaire. Similairement, le paradoxe de Yablo est une variante du paradoxe du menteur, qui n'utilise aucune référence circulaire.